# Mongolia International 2005
Die Mongolia International 2005 im Badminton fanden vom 15. bis zum 19. Juni 2005 statt.

## Sieger und Platzierte
| Disziplin    | Gold                       | Silber                 | Bronze                                     |
| ------------ | -------------------------- | ---------------------- | ------------------------------------------ |
| Herreneinzel | Xuan Chuan                 | Chen Wei               | Shin Baek-cheol                            |
| Herreneinzel | Xuan Chuan                 | Chen Wei               | Kazuteru Kozai                             |
| Dameneinzel  | Zhou Bingqing              | Park So-ri             | Gerelmaa Batchuluun                        |
| Dameneinzel  | Zhou Bingqing              | Park So-ri             | Kim Moon-hi                                |
| Herrendoppel | Lee Yong-dae Han Sang-hoon | Wang Wei Zhang Lei     | Tao Xiaoqiang Xuan Chuan                   |
| Herrendoppel | Lee Yong-dae Han Sang-hoon | Wang Wei Zhang Lei     | Kwon Yi-goo Song Chang Yeop                |
| Damendoppel  | Tao Xiaolan Bei Wu         | Oh Seul-ki Ha Jung-eun | Yasuyo Imabeppu Mami Naito                 |
| Damendoppel  | Tao Xiaolan Bei Wu         | Oh Seul-ki Ha Jung-eun | Gerelmaa Batchuluun Munkhnaran Tumurbataar |
| Mixed        | Lee Yong-dae Ha Jung-eun   | Wang Wei Tao Xiaolan   | Chen Wei Bei Wu                            |
| Mixed        | Lee Yong-dae Ha Jung-eun   | Wang Wei Tao Xiaolan   | Zhang Lei Zhou Bingqing                    |